# Fredrik Ullén

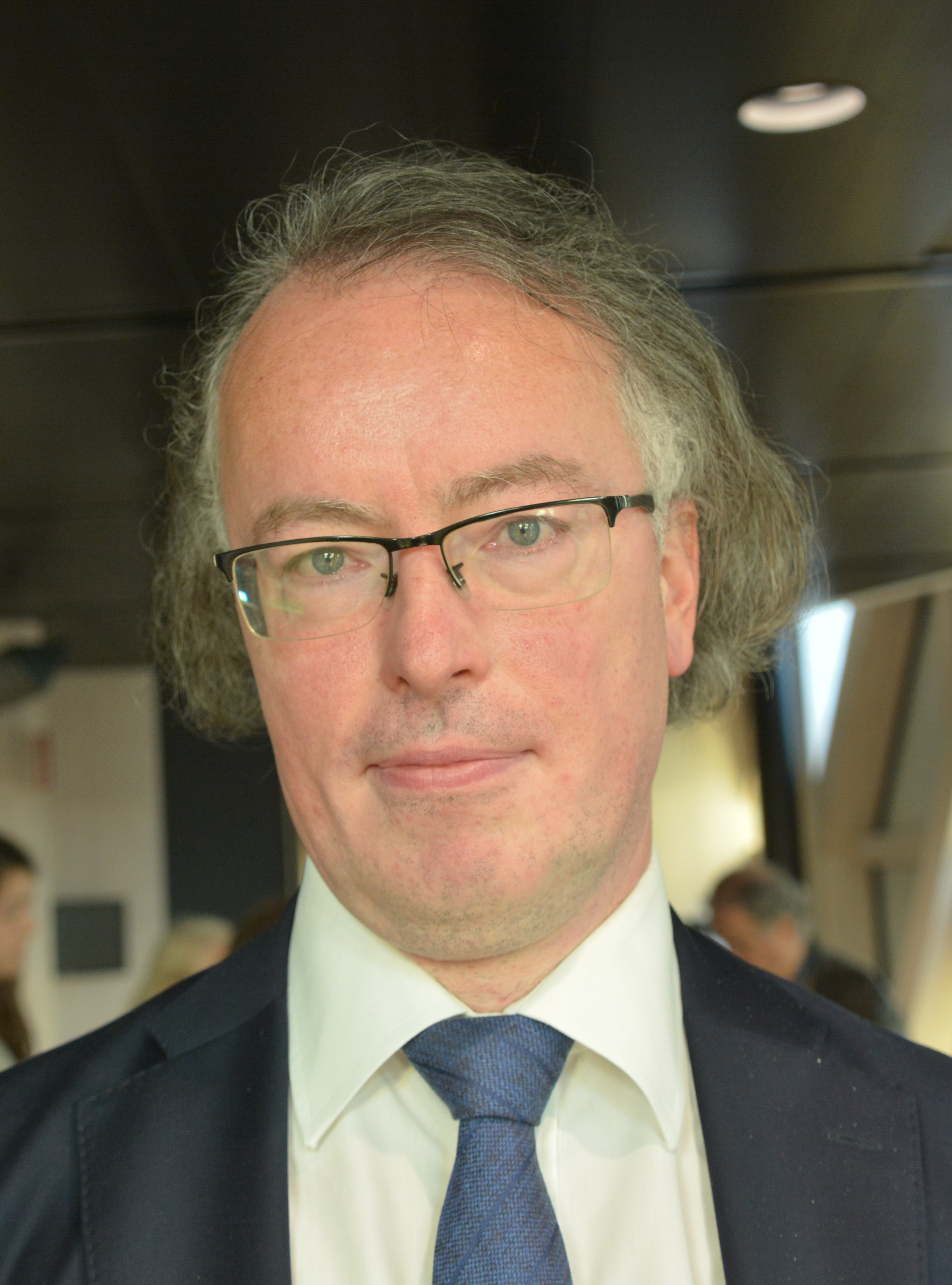
Fredrik Ullén

Fredrik Ullén (Västerås, 1968) es un pianista sueco. Ha hecho grabaciones para BIS.
Estudió piano con Gunnar Hallhagen e Irène Mannheimer en el Colegio Real de Música de Estocolmo, y después con Liisa Pohjola en la Academia Sibelius en Helsinki. La última ha sido una influencia particularmente importante - una gran músico y maestra.
Sus grabaciones a solo incluyen las obras completas para piano de Ligeti, una colección de transcripciones de Chopin, y en mayo de 2006, el primer CD de un ciclo completo previsto de los Estudios trascendentales de Sorabji. En su página web, Ullén menciona su interés particular por la música contemporánea, así como por la música de una naturaleza compleja. Los ejemplos de la música altamente compleja (de exigencia técnica extrema) en el repertorio de Ullén incluyen los estudios de Ligeti y Sorabji. Sus grabaciones han recibido grandes aclamaciones de la crítica. 
Los proyectos futuros de grabación mencionados en su Web incluyen las obras completas para piano de Alfred Schnittke, Arvo Pärt y Charles Ives. 
Además de su carrera como ejecutante, está involucrado en la investigación científica sobre la música y el cerebro.